# Gare de Bielsko-Biała Główna
La gare de Bielsko-Biała Główna (anciennement Bielitz Hauptbahnhof) est la plus grande gare ferroviaire de la ville polonaise de Bielsko-Biała (Bielitz-Biala) . Le bâtiment de la gare actuelle a été construit en 1890 et a le statut de monument historique (n° A-704/94 du 3. juin 1994 ).

## Histoire
Le kk privilégié Kaiser Ferdinands-Nordbahn, dont la ligne principale reliait Vienne à Cracovie, construisit la branche à Bielitz en 1855 et la prolongea jusqu'à Żywiec ( Saybusch ) en 1878. Elle a construit le nouveau bâtiment de la gare après avoir mis en service les routes vers Cieszyn ( Teschen ) et Kalwaria Zebrzydowska en 1888.

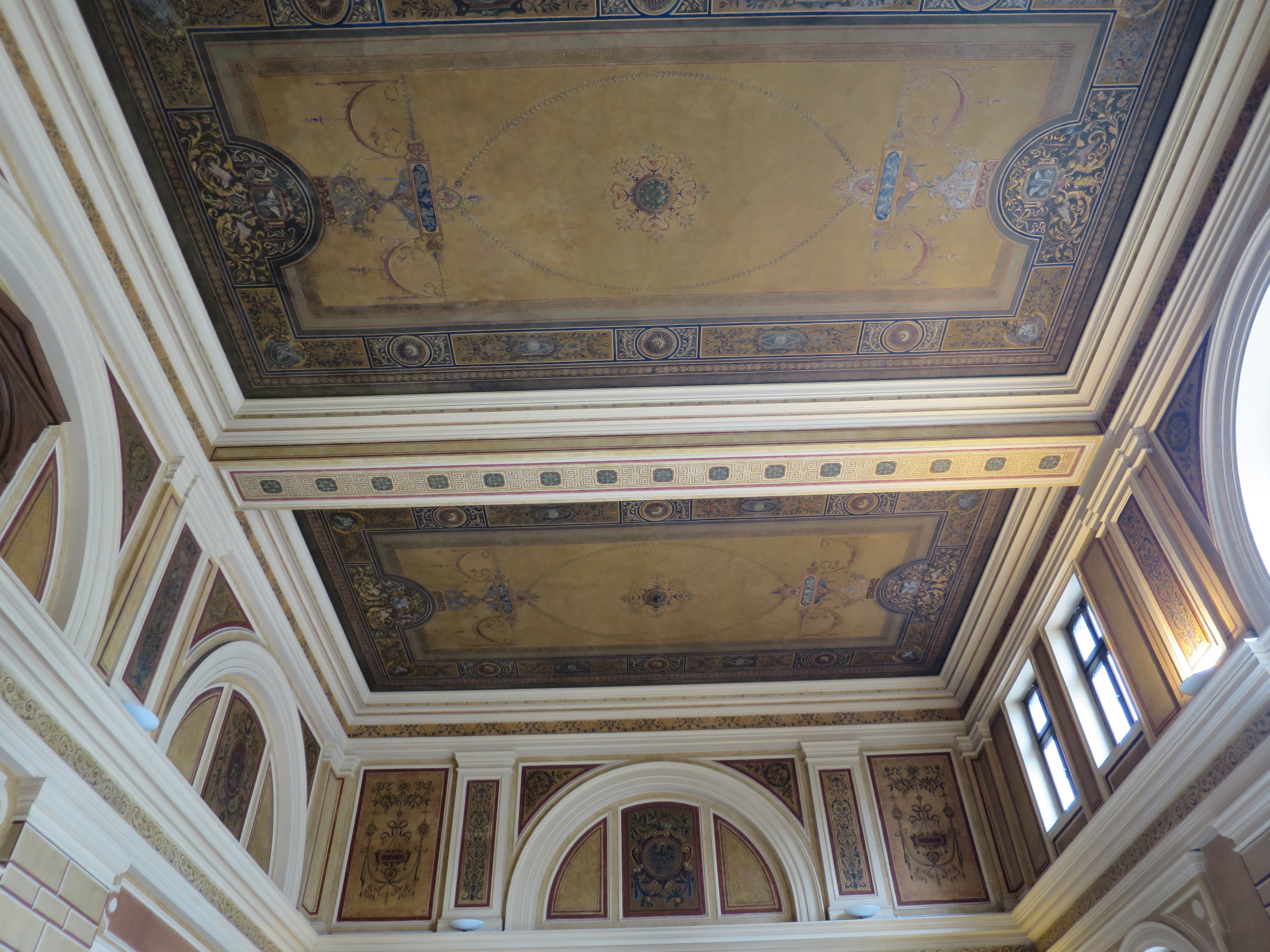
Plafonds polychromes dans la gare.

Le bâtiment se compose de trois pavillons conçus par l'architecte de Bielsko, Karl Schulz. L'entreprise de construction de Bielsko, de l'architecte Karl Korn, a réalisé les travaux de construction 
Lors d'une rénovation en profondeur du bâtiment de 1997 à 2001, d'anciens décors polychromes ont, entre autres, été mis au jour. Les détails intéressants de la gare incluent des fresques dans le pavillon principal, une inscription en allemand à l'entrée principale : K.K. PRIVILEGIRTE KAIS. FERD.-NORDBAHN et la toiture du quai de la gare.
Dans le cadre de l'achèvement de la gare, le chemin de fer électrique Bielsko-Zigeunerwald, long de cinq kilomètres, ouvre à la circulation le 11 décembre 1895, offrant une liaison confortable et moderne vers et depuis la ville .